# Висока (Західнопоморське воєводство)
Висока (пол. Wysoka, нім. Wittstock) — село в Польщі, у гміні Болешковиці Мисліборського повіту Західнопоморського воєводства.
Населення — 416 осіб (2011).

## Демографія
Демографічна структура станом на 31 березня 2011 року:
|          | Загалом | Допрацездатний вік | Працездатний вік | Постпрацездатний вік |
| -------- | ------- | ------------------ | ---------------- | -------------------- |
| Чоловіки | 219     | 50                 | 153              | 16                   |
| Жінки    | 197     | 45                 | 106              | 46                   |
| Разом    | 416     | 95                 | 259              | 62                   |